# Еден фон Хорват
Еден фон Хорват (нім. Ödön von Horváth; 9 грудня 1901, Сушак (Фіуме), Австро-Угорщина — 1 червня 1938, Париж) — австрійський письменник.

## Біографія
Незаконний син угорського дипломата. Сім'я жила в Будапешті, Братиславі, Белграді, Венеції, Мюнхені, Відні, Еден (в німецькому варіанті — Едмунд) навчався в угорських і німецьких школах. Дебютував як драматург в 1920 році. Після факельної ходи нацистів 30 січня 1933 року, що ознаменувала настання «нового порядку», Хорват переїхав з Берліна до Відня. Його книги були серед багатьох інших внесені в списки тих, які підлягали знищенню і були спалені на площі в Мюнхені (1933). Після аншлюсу Австрії Хорват емігрував до Парижа. Там письменник, який все життя боявся блискавки, був убитий гілкою каштана, що звалилася під час грози на Єлисейських Полях (тут він зустрічався в кафе з кінорежисером Робертом Сьодмаком, щоб поговорити про екранізацію роману «Юність без Бога»).
Хорвата поховали в Парижі, в 1988 році прах перенесли до Відня. Лауреат престижної премії Генріха Кляйста (1931).
Зображений на австрійській поштовій марці 1988 року.

## Творчість
Майстерно використовуючи в своїх п'єсах різні соціальні типажі, національні мови габсбурзької імперії, віденські говори і жаргони, Хорват розвивав традиції народної соціально-критичної комедії. Більшість його п'єс стали основою кіно- і телефільмів.